# Rabud
Rabud (àrab: رابود, Rābūd), també Khirbet Rabud, és una vila palestina de la governació d'Hebron, a Cisjordània, situada 13 kilòmetres al sud-oest d'Hebron i a 5 kilòmetres al nord-oest d'as-Samu. Segons l'Oficina Central Palestina d'Estadístiques tenia 2.987 habitants el 2016. Segons Palmer, el nom Khirbet Rabud significa «la ruïna de la guarida de l'animal».

## Història
Segons les investigacions de l'Applied Research Institute-Jerusalem, la història de Rabud es remunta al període canaanita a Palestina, però que els habitants moderns del poble van emigrar de la Península Aràbiga.
L'explorador francès Victor Guérin va visitar el lloc el 1863 i hi va trobar «coves i cisternes excavades a la roca, ... petites cases enderrocades i, en el punt més alt, les restes d'una torre amb prou feines construïda». Al nord i sud-est d'aquest lloc hi havia dos murs travessats, amb moltes coves. Guérin els va nomenar Heurkan Beni Hasan. En 1883 el Survey of Western Palestine (SWP) del Fons per a l'Exploració de Palestina hi va trobar «parets, cisternes i tombes en coves».

### Època del mandat britànic
En el cens de Palestina de 1931, dut a terme per les autoritats del Mandat Britànic, va escriure que «la vila del subdistricte d'Hebron coneguda comunament com a Dura és una amalgama de les localitats veïnes, cadascuna de les quals té un nom distintiu i, mentre Dura és un notable exemple d'aglutinació veïna, el fenomen és poc freqüent en altres poble ». El total de 70 llocs, entre ells Kh. Rabud, que figuren en l'informe, tenia 1.538 cases ocupades i una població de 7.255 musulmans.

### Després de 1948
Després de la Guerra araboisraeliana de 1948 i els acords d'armistici de 1949, Rabud va quedar sota un règim d'ocupació jordana. Des de la Guerra dels Sis Dies en 1967, Rabud ha romàs sota ocupació israeliana. El 1993, l'Autoritat Nacional Palestina va establir un consell de vila per administrar els afers civils de Rabud i proporcionar serveis municipals limitats. Actualment hi ha una mesquita, la mesquita de Salah ad-Din, que serveix al poble.